# Olof Granqvist
Olof Granqvist, född i Lillhärads socken, död 8 juni 1728 i Drothems socken, var en svensk präst i Drothems församling.

## Biografi
Olof Granqvist föddes på Grannäs i Lillhärads socken. Han var son till rusthållaren därstädes. Granqvist blev huspredikant hos grevinnan Agneta Lillje på Löfstad i Kimstads socken. År 1712 blev han komminister i Kimstads församling och 1719 kyrkoherde i Drothems församling. Granqvist avled 8 juni 1728 i Drothems socken.

### Familj
Granqvist gifte sig första gången med Anna Hofman (död 1726) från Västmanland. De fick tillsammans barnen Agneta Sophia (född 1713), Carl Magnus (1714–1716), Hedvig Margareta (född 1715), en dotter (1717–1717), Nils (1718–1718) och Märta (1723–1723).
Granqvist gifte sig andra gången 26 mars 1727 med Ingeborg Brita Ridderborg (1695–1760). Hon var dotter till drabanten Jakob Ridderborg och Anna Laurinus. De fick tillsammans barnen Anna Maria (född 1728) och Catharina Ulrica. Efter Granqvists död gifte Ingeborg Brita Ridderborg om sig med kyrkoherden Samuel Wettelius i Drothems socken.